# Yaodong

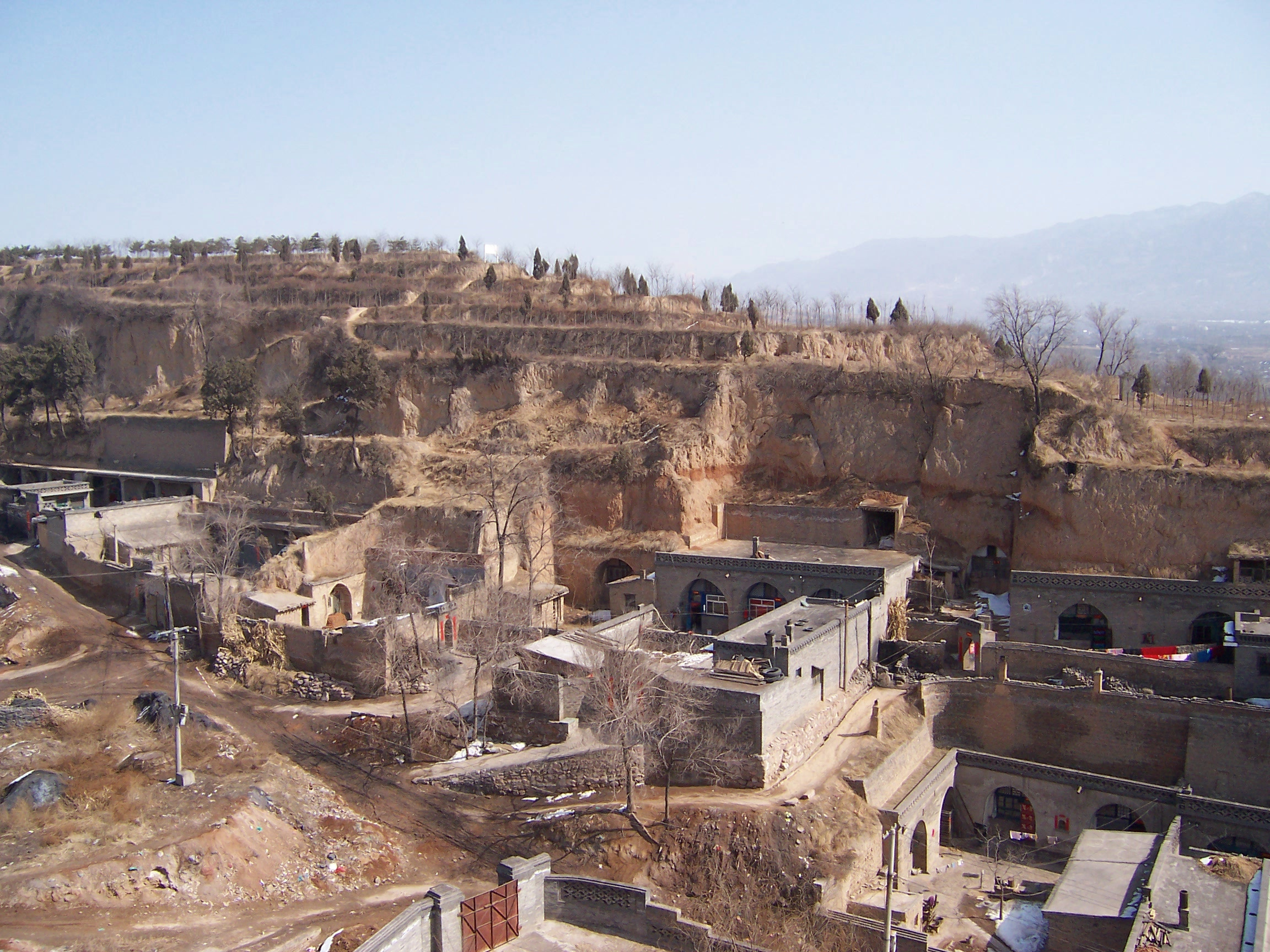
Casas cueva tradicionales en Shanxi

Un yaodong, en  chino: 窰洞 y en pinyin: yáodòng, o «casa cueva», es una forma particular de vivienda-refugio dentro de la tierra, muy común en la meseta de Loess en el norte de China. Por lo general, se tallan en una ladera o se excavan horizontalmente con un «patio hundido» central.
La tierra que rodea el espacio interior sirve como un aislante efectivo que mantiene el interior de la estructura caliente en las estaciones frías y fresco en las cálidas. En consecuencia, se requiere poca calefacción en invierno, y en verano es tan fresca como una habitación con aire acondicionado.
La historia de los yaodongs se remonta a varios siglos de antigüedad y todavía se siguen utilizando. En 2006 se estimó que 40 millones de personas en el norte de China vivían en yaodongs.
En la última década, los yaodongs han llamado la atención de científicos e investigadores. Estas viviendas tradicionales han sido consideradas como un ejemplo de diseño sostenible.

## Tipos

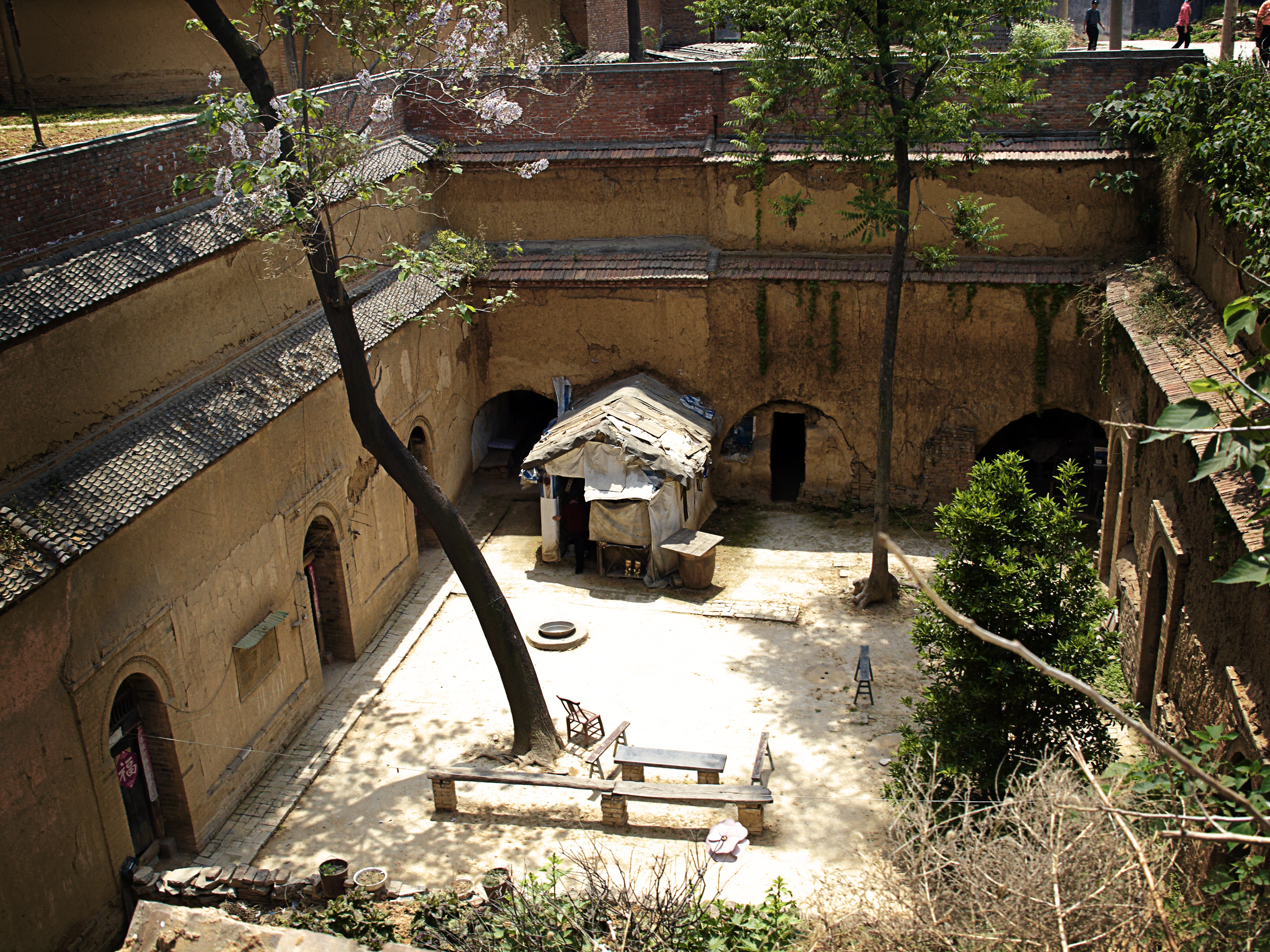
Vivienda tipo cueva-patio

El paisaje del terreno de la meseta de Loess es muy complicado con valles, pendientes, crestas y montañas. Para evitar el viento y utilizar la luz solar y el agua, la mayoría de los yaodongs se distribuyen a lo largo de los lados de los acantilados y valles para adaptarse al terreno. Los tres tipos de Yaodong  más frecuentes son:

### Yaodong en acantilado.Enchino: 靠 崖 窑; enpinyin: kàoyáyáo
Los yaodongs junto al acantilado son los más comunes entre todos los tipos. Los habitantes cavan las cuevas en el acantilado en el borde de las laderas de loess con el piso rectangular y la parte superior arqueada. En frente de la cueva hay un espacio abierto para la iluminación y ventilación, de modo que el usuario no sienta que el espacio pueda ser depresivo. De acuerdo con el número de orificios de las cuevas, los yaodongs se pueden clasificar en tres orificios, dos orificios y un solo orificio. Un ejemplo típico es la ciudad de Yan'an.

### Yaodong hundido. Enchino: 地 坑 窑; enpinyin: kàoyáyáo
Son excavaciones hechas alrededor de otra excavación que ha sido realizada desde la superficie, a cielo abierto, que sirve como patio interior; se llaman «pozos de yaodong» o de «patio hundido». En la meseta de Loess, sin las laderas y sin los barrancos disponibles, los campesinos utilizaron hábilmente las características de loess como la estabilidad de sus paredes, para cavar una fosa cuadrada en el lugar conveniente y luego cavar la cueva horizontalmente en las cuatro paredes para formar el patio subterráneo. En la mayoría de las partes del oeste de Henan, esta forma de cuevas se llama el «patio de pozo».
El Yaodong hundido se diferencian en dos tipos según la forma de entrada: entrada pendiente y entrada plana. Ambas son excavaciones de pozos en el terreno llano. En el primero, si el yaodong está rodeado por un terreno plano, la pendiente se puede usar para entrar y salir de los agujeros o patios-pozo. A este tipo se las denomina "dikenyuan" o el "patio de boxes". En segundo lugar, si hay un acantilado o una pendiente pronunciada junto al yaodong, se puede utilizar para excavar el corredor a través del acantilado o pendiente para llegar a la entrada horizontal del patio. Este tipo de Yodong hundido, que también se conoce como el pozo-patio o bien-yaodong, es la mayoría en el área.

### Hoop Yaodong. Enchino: 靠 崖 窑; enpinyin: gūyáo
El yaopong Hoop, también llamado yaodong independiente, es el tipo más valioso considerando sus técnicas de construcción. En las áreas residenciales tradicionales en el oeste de Henan, los Hoop Yaogongs aparecen en los lugares donde no hay condiciones para las excavaciones de cuevas, como cuando la capa de loess es delgada, las pendientes son suaves, la altura de los acantilados del suelo es insuficiente, o la roca de fondo está al aire, desprotegida. Un hoop yaodong se suele construir total o parcialmente al aire libre, con una estructura arqueada inspirada en las viviendas subterráneas. Esta construcción en forma de arco, no solo refleja el pensamiento tradicional chino de un cielo redondo y una tierra cuadrada, sino lo que es más importante, el arco alto de la cueva y las ventanas altas permiten que el sol penetre aún más en el interior de la cueva en invierno y, por lo tanto, aproveche al máximo la radiación solar. Las casas abovedadas de este tipo son comunes entre los agricultores de la zona.

## Orígenes
El primer tipo de yaodong fueron viviendas subterráneas que se remontan al segundo milenio a. C., la Edad de Bronce en China, y según la tradición china, a la dinastía Xia. Los estudiosos chinos en general creen que este tipo de hábitat se ha desarrollado principalmente desde la dinastía Han —206 a. C. hasta 220 d. C.—, junto con una mejora progresiva de las técnicas de construcción durante las dinastías  Sui (581 a. C. a 618 a. C.) y  Tang (618 a. C. a 907 a. C. Pero fue durante las dinastías  Ming (1368 a 1644) y Qing (1644 a 1912) cuando el ritmo de la construcción alcanzó su punto máximo.

## Distribución geográfica

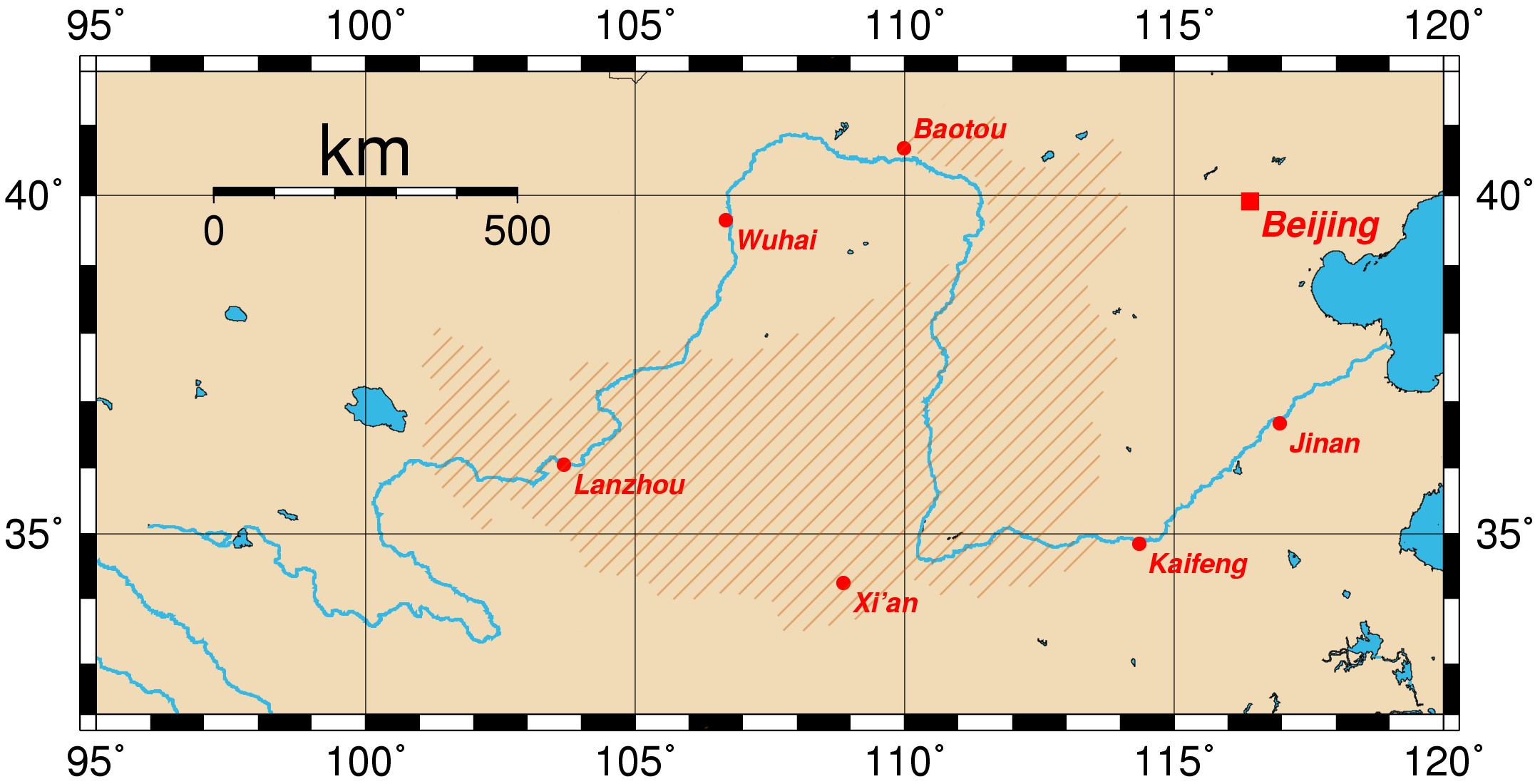
La meseta de Loess en el norte de China (área sombreada) y el valle del río Amarillo

Las casas de yaodong son comunes en la meseta de Loes de China en el norte, y se encuentran principalmente en cuatro provincias: Gansu, Shanxi, Henan y la Región Autónoma de Hui de Ningxia. En la región Qingyang, la proporción de habitantes de las cuevas a los no habitantes en ellas es el más alto encontrado que en cualquier otro lugar de China.
La cifra de muertos de aproximadamente 810 000 a partir del terremoto de 1556 en Shaanxi fue en parte porque estaba centrada en la meseta de Loess y colapsó muchos yaodongs.

## Construcción
Los yaodongs más elaborados pueden tener una fachada construida con piedras con finos tallados en la superficie. Los yaodongs también se pueden construir con piedras o ladrillos como estructuras independientes. Las paredes interiores están generalmente enlucidas con cal para hacerlas claras. Los procesos de construcción de diferentes tipos de yaodong son ligeramente diferentes.
- Para el yaodong en  acantilado, la estructura principal es la tierra de las paredes y, además, el interior está reforzado con pilares de madera. Las vigas y columnas soportan la carga, formando una estructura que garantiza que la cueva no colapsará. El método común de este proceso de construcción es utilizar la roca como cimiento de las paredes y la arcilla como la baldosa superior. Con el fin de reforzar la cueva y reducir los costos, el muro está hecho de arcilla en el interior y piedras en el exterior.
- La construcción de un hoop Yaodong necesita moldes de madera para la edificación. Debido a que el molde de madera se puede reutilizar y la madera consumida es muy limitada, el costo general puede ser menor que el de la mayoría de las viviendas. Además, debido a que su volumen de espacio es 1/3 más pequeño que el de una casa normal, el hoop yaodong tiene una gran ventaja en la conservación de energía.[11]
  - El primer paso en la construcción de un hoop yaodong es cavar la base después de determinar la orientación. A continuación, la posición de la entrada, la altura y el grosor de la pared se determinan según la orientación. Un hoop yaodong suele tener de tres a cinco cuevas.
  - El segundo paso es excavar la cueva. Debido a que un hoop yaodong se construye sobre un terreno plano, la excavación solo usa la pared de ladrillo existente para hacer la estructura del arco, formando la forma espacial básica de cada cueva. El yaodong está cubierto con al menos dos metros de lodo del suelo para garantizar el aislamiento térmico de la cueva. Sobre la base del cuerpo principal del yaodong, la parte superior de la cueva debe cubrirse con una casa normal y taparse.
  - El tercer paso es construir la cerca e instalar puertas.

## Ejemplos notables

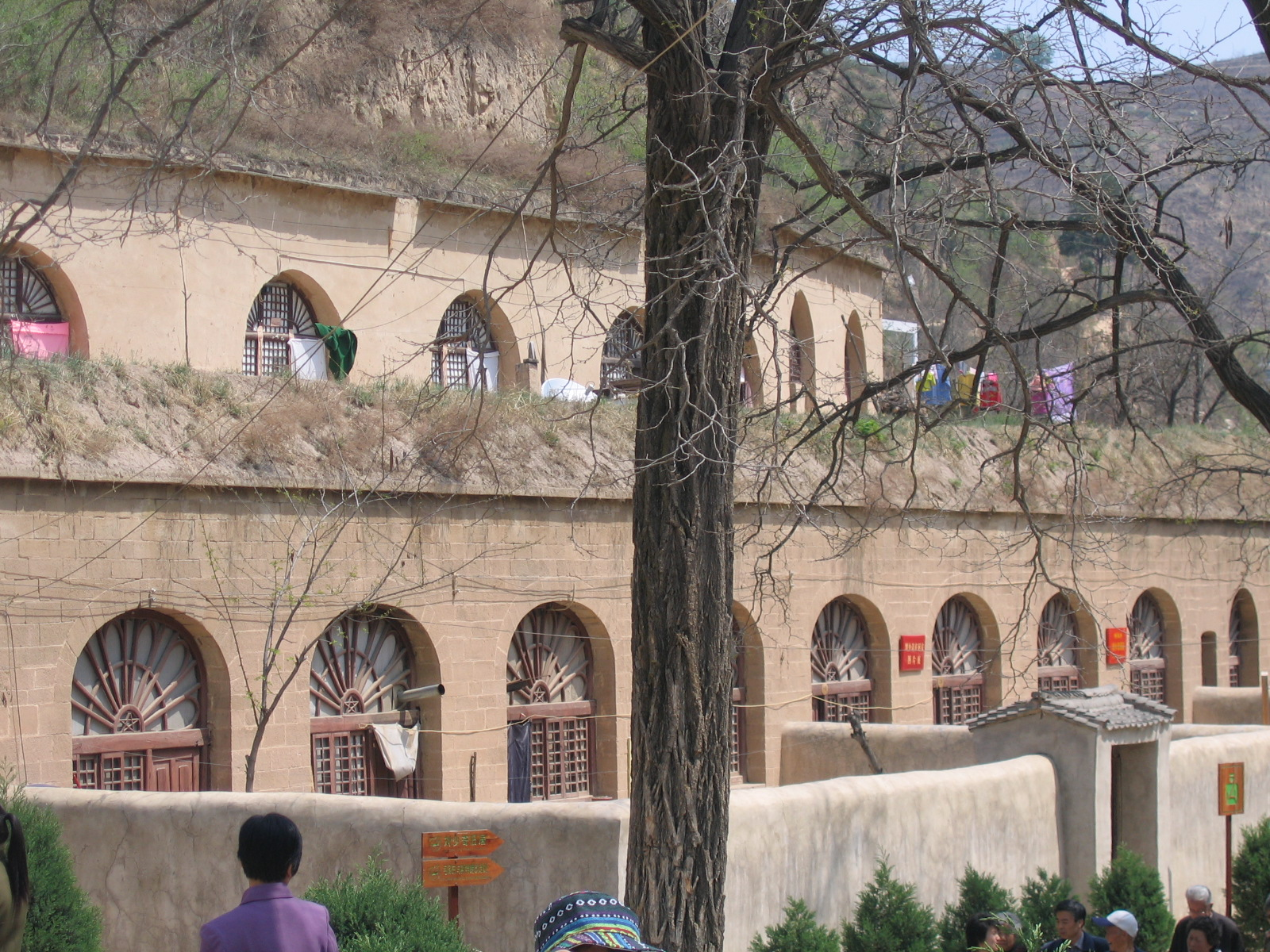
Ciudad de las cuevas en Yan'an, Shaanxi, sede de Mao Zedong desde 1935 hasta 1948

Los yaodongs más famosos de China son quizás los de Yan'an. Los comunistas dirigidos por Mao Zedong tenían su sede allí entre 1935 y 1948 y vivían en yaodongs. Edgar Snow visitó a Mao y su grupo en Yan'an y escribió Red Star Over China.